# Alcolea (Almería)
Alcolea ist eine spanische Gemeinde im Verwaltungsgebiet Alpujarra Almeriense der Provinz Almería in der Autonomen Gemeinschaft Andalusien. Die Bevölkerung von Alcolea betrug 2024 aus 829 Einwohnern. 

## Geografie
Die Gemeinde grenzt an Bayárcal, Berja, Láujar de Andarax, Murtas, Nevada, Paterna del Río, Turón und Ugíjar. 

## Geschichte
Die Stadt geht auf die Zeit von  Al-Andalus zurück. Der Ort wurde nach der Vertreibung der Mauren im 16. Jahrhundert von Siedlern neu besiedelt. Am 28. September 1868 besiegten Revolutionäre unter Francisco Serrano Domínguez auf der lokalen Brücke die Regierungstruppen unter Manuel Pavía y Lacy, was die Septemberrevolution gegen Königin Isabella II. zugunsten der Aufständischen entschied.